# Dobrzechów
Dobrzechów – wieś w Polsce położona w województwie podkarpackim, w powiecie strzyżowskim, w gminie Strzyżów.
| SIMC    | Nazwa               | Rodzaj    |
| ------- | ------------------- | --------- |
| 0662557 | Budy Dobrzechowskie | część wsi |
| 0662563 | Cegielnia           | część wsi |
| 0662570 | Dół                 | część wsi |
| 0662586 | Góra                | część wsi |
| 0662592 | Granica             | część wsi |
| 0662600 | Kolonia             | część wsi |
| 0662617 | Markoszczówka       | część wsi |

Miejscowość jest siedzibą Parafii św. Stanisława Biskupa, należącej do dekanatu Strzyżów, diecezji rzeszowskiej.
W miejscowości jest przystanek kolejowy Dobrzechów.

## Historia
W 1185 Dobrzechów stał się ośrodkiem dóbr na pograniczu księstwa sandomierskiego z księstwem halickim, którymi komes Mikołaj Bogoria uposażył założony wówczas przez siebie klasztor cystersów w Koprzywnicy. Przy wsparciu organizacji kościelnej nastąpiła kolonizacja i okcydentalizacja obszarów nad środkowym Wisłokiem. W 1279 biskup firmański Filip de Casate, legat papieski na Węgrzech i w Polsce, potwierdził w Budzie prawo opata koprzywnickiego do pobierania dziesięciny z Dobrzechowa.
W ostatniej ćwierci XVI wieku Dobrzechów leżał w województwie sandomierskim. Ok. 1596 przerywaną działalność rozpoczęła pierwsza szkoła parafialna. W rękach cystersów Dobrzechów pozostał do drugiej połowy XVIII w..
Od lat 90. XVIII w. do śmierci w 1816 w Dobrzechowie rezydował właściciel okolicznych dóbr Ignacy Skrzyński. Jego synowie Wincenty i Ksawery zawarli tam w lipcu 1816 ugodę o podziale majątku. Na jej podstawie Dobrzechów przypadł Ksaweremu (1782–1841), który po kilku latach przeniósł się do dworu w Dobrzechowie. Wydawszy młodszą córkę Marię w 1835 za jej kuzyna, a swego bratanka, Ignacego Skrzyńskiego (właściciela Strzyżowa w połowie XIX w.), Ksawery wypłacał mu tytułem posagu 27 tys. zł rocznie z dóbr dobrzechowskich. Po śmierci Ksawerego wieś odziedziczyła jego starsza córka, Teofila (1814–1851), żona Andrzeja Edwarda Koźmiana. 
Podczas rabacji galicyjskiej w 1846 rządca majątku Andrzeja Edwarda Koźmiana, Józef Tenczar, według kroniki rodzinnej przekonał mieszkańców wsi do wystawienia straży w obronie pańskiej własności, darując im po korcu lub połowie korca zboża. W latach 1852–1853 mieszkał tu w dworze Koźmiana i pracował Maciej Stęczyński (1814–1890), poeta, podróżnik i rysownik. W 1854 wikariuszem w Dobrzechowie był Józef Krukowski (1828–1900), wówczas guwerner u Ignacego i Marii Skrzyńskich w Przedmieściu Strzyżowskim, późniejszy dziekan Wydziału Teologicznego Uniwersytetu Jagiellońskiego. W 1855 powstała we wsi szkoła trywialna, w 1868 przekształcona w ludową. W marcu 1856 do Dobrzechowa sprowadził się po śmierci swego ojca Kajetana Andrzej Edward Koźmian, który po roku wyjechał przez Poznańskie do Francji i przekazał majątek synowi Stanisławowi.
W 1863 Stanisław Koźmian wraz z ojcem włączył się w polsko-francuską dyplomację wokół powstania styczniowego, a Dobrzechów przejął od nich Roman Michałowski (1839–1906). W 1870 Michałowski przeniósł do Dobrzechowa cegielnię założoną przez siebie poprzednio w Wysokiej, która zatrudniała mieszkańców Brzeżanki, Tropi i Wysokiej. W 1890 architekt Teodor Talowski wzniósł w Dobrzechowie dla Michałowskiego okazałą neorenesansową rezydencję w miejsce starego dworzyska. Równolegle w latach 1888–1895 powstał według projektu Talowskiego murowany neogotycki kościół parafialny, poświęcony w 1892. Proboszczem był od 1888 do 1899 Karol Fischer, późniejszy biskup pomocniczy diecezji przemyskiej, propagator spółdzielczości, który doprowadził do założenia w parafii nowych szkół i sklepów, czytelni ludowych, kas Stefczyka i kółek rolniczych. W 1896 sformowała się jedna z dwóch inspirowanych przez niego ochotniczych straży pożarnych. W 1897 rozebrany został XV-wieczny kościół drewniany.
Dobrzechowski pałac, w którym Michałowscy zgromadzili kolekcję obrazów (m.in. Juliana Fałata, Juliusza Kossaka, Piotra Michałowskiego, Joségo de Ribery i Andrei del Sarto), zbiory rycin i szkiców, archiwum i bibliotekę, został wraz ze zbiorami spalony przez wojska rosyjskie jesienią 1914 w początkowej fazie I wojny światowej pod nieobecność właścicieli, Władysława Michałowskiego i jego żony Ireny z Żółtowskich, którzy przebywali w Krakowie i Wiedniu. 
W 1928 Piotr Michałowski, syn Władysława, wraz z rodzeństwem sprzedał majątek w Dobrzechowie.
Według opracowania własnego żołnierza Armii Krajowej Józefa Hałasa podczas II wojny światowej w marcu 1941 do Związku Walki Zbrojnej zaprzysiężonych było w Dobrzechowie 26 ludzi. Organizatorem pierwszej drużyny AK pod okupacją niemiecką w Dobrzechowie był z ramienia st. ogn. Jana Koczeli ze Strzyżowa po 1942 ppor. Bolesław Indyk (ps. Iperyk, Szpada), mieszkaniec Dobrzechowa. W spisie obsady Placówki AK Strzyżów–Niebylec sprzed 5 listopada 1943 nie występuje jeszcze pluton z Dobrzechowa. Wiosną 1944 Indyk szkolił podchorążych Placówki AK Strzyżów, w ostatnim tygodniu czerwca 1944 dowodził po śmierci por. Romana Dziadka (ps. Kos) efemerycznym oddziałem partyzanckim „Rakieta”, działającym na terenie Placówki AK Niebylec pod nadzorem oficera dywersji Inspektoratu AK Rzeszów kpt. Józefa Lutaka (ps. Dyzma), a po aresztowaniu przez Gestapo nocą 2/3 lipca 1944 został następnego dnia odbity przez kpr. Antoniego Boska (ps. Sojka) w Połomi. Pluton AK z Dobrzechowa w sile 18 ludzi pod dowództwem ppor. Indyka wziął udział w akcji „Burza” na przełomie lipca i sierpnia 1944. Powierzona sierż. Józefowi Hałasowi (ps. Zdzisław) zasadzka na opuszczających Strzyżów 26 lipca żandarmów niemieckich nie została jednak przeprowadzona, a wysadzone 29 lipca tory kolejowe zostały szybko naprawione przez Niemców.
W latach 1954–1972 wieś należała i była siedzibą władz gromady Dobrzechów. W latach 1975–1998 miejscowość administracyjnie należała do województwa rzeszowskiego.

## Ludzie związani z Dobrzechowem
Dobrzechów jest wsią rodzinną Tadeusza Szeteli (1901–1983), posła na sejm II Rzeczypospolitej i autora książki Dzieje Dobrzechowa.